# Ivan Vrbančič
Ivan Vrbančič, slovenski glasbeni pedagog in zborovodja, * 1934.
Predaval je na Oddelku za muzikologijo Filozofske fakultete Univerze v Ljubljani in sodeloval pri ustvarjanju številnih učbenikov in delovnih zvezkov za osnovno šolo pri predmetu glasba.